# Lightning de Tampa Bay
Pour les articles homonymes, voir Lightning.
Le Lightning de Tampa Bay (en anglais : Tampa Bay Lightning), est une franchise professionnelle de hockey sur glace de la Ligue nationale de hockey en Amérique du Nord. L'équipe est basée à Tampa en Floride aux États-Unis et joue dans la division Atlantique de l'association de l'Est. L'équipe est familièrement appelée les Bolts, et ce surnom est utilisé sur leur troisième uniforme actuel. Ils jouent leurs matchs à domicile à la Benchmark International Arena, à Tampa.
La dénomination « Tampa Bay » est souvent utilisée pour décrire une zone géographique métropolitaine qui englobe les villes autour de la baie de Tampa tel que Tampa, St. Petersburg, Clearwater et Bradenton. Le terme « Tampa Bay » dans les noms des franchises sportives professionnelles locales (Buccaneers, Rays, Rowdies, etc.) dénote que celles-ci représentent toute la région de la baie, et pas seulement les villes de Tampa ou St. Petersburg.

## Historique
- Entrée dans la LNH : 1992-1993
- Aréna : Amalie Arena
- Couleurs de l'uniforme : Bleu et blanc
- Logo : Un cercle stylisé transpercé par un éclair
- Participations aux finales de la Coupe Stanley (5) :
  - Champions (3) : 2004, 2020 et 2021
  - Finalistes (2) : 2015 et 2022

## Histoire de la franchise

### Les débuts
Quand Tampa s’est vu attribuer une franchise dans la LNH en 1991, la direction de l’équipe a commencé par recruter des vedettes. La nouvelle franchise a engagé l’étoile des Bruins de Boston des années 1970 Phil Esposito comme président et directeur général, son frère Tony, un gardien de but légendaire qui avait joué principalement pour les Black Hawks de Chicago, comme chef des opérations mineures et Terry Crisp (qui a joué pour les Flyers de Philadelphie quand ils ont gagné deux Coupes Stanley au milieu des années 1970 et a mené les Flames de Calgary à une Coupe en 1989) pour être le premier entraîneur chef.
Un groupe de St. Petersburg (mené par la future direction des Whalers de Hartford : Peter Karmanos et Jim Rutherford) était également pressenti mais a perdu parce que les Esposito étaient la « vitrine » du groupe de Tampa Bay. Cependant, dans un signe inquiétant des choses à venir, les partenaires américains d’Esposito se sont retirés quelques mois avant la première saison de l'équipe, et il dut recruter un consortium d’affaires japonais dirigé par Kokusai Green, propriétaire d’un parcours de golf, pour garder la franchise.
Phil Esposito a tenté au début de recréer la mystique électrique des Bruins des années 1970 ; il a ainsi engagé son ancien compagnon de ligne Wayne Cashman comme entraîneur adjoint et l’ancien soigneur des Bruins John « Frosty » Foristal comme soigneur de l’équipe. L’équipe a essayé de nombreux joueurs durant les camps d’entraînement avec notamment Manon Rhéaume, qui est devenue la première femme à jouer un match avec une équipe de la LNH, faisant la première de ses deux apparitions dans une partie d’exhibition contre les Blues de Saint-Louis le 23 septembre 1992. À vingt ans, elle est la première femme à participer à un match de l'un des quatre sports professionnels les plus en vue en Amérique du Nord.
Le Lightning a fait sa première apparition sur la glace le 7 octobre 1993, jouant dans le petit Expo Hall de 11 000 sièges au Florida States Fairgrouds. Ils ont surpris l'équipe visiteuse, les Blachawks de Chicago, 7 buts à 3 avec quatre buts du peu connu Chris Kontos – une prouesse qu'aucun joueur du Lightning n'a pu renouveler par la suite. Le Lightning était au sommet de la division Norris pour un mois, avec Kontos qui marquait à un rythme soutenu et une saison révélatrice de Brian Bradley, avant de vaciller pour finir à la dernière place. Leurs 53 points lors de cette première saison étaient cependant le meilleur total jamais réalisé par une équipe d’expansion de la LNH, et les 42 buts de Bradley donnaient de l’optimisme pour la saison suivante ; c'est un record d’équipe jusqu’à la saison 2006-2007 quand Vincent Lecavalier l’a dépassé avec un sommet en carrière de 52 buts.
La saison suivante a vu le Lightning déménager au Florida Suncoast Dome (un bâtiment initialement conçu pour le baseball) à St. Petersburg, qui a été modifié pour le hockey et renommé « Thunderdome ». L’équipe a recruté le gardien Daren Puppa, l’ailier gauche marqueur Petr Klima ainsi que le tireur d’élite vieillissant Denis Savard. L’acquisition de Puppa a eu pour résultat une amélioration significative du nombre de buts concédés, alors que Savard avait déjà dépassé son apogée et que Klima n'a pas été à hauteur des espérances du fait de ses défaillances défensives. Le Lightning a fini la saison à dernière place de la division Atlantique. Une autre saison décevante suivit dans la saison raccourcie par le lock-out de 1995.

### Du grand succès à l'échec complet
À leur quatrième saison, en 1995-1996, avec Bradley menant toujours l’équipe au niveau des buts, le joueur de deuxième année Aleksandr Selivanov, auteur de 31 buts, et le défenseur Roman Hamrlik (le premier choix de repêchage de l’histoire de l’équipe en 1992), qui réalisa une grande saison, les Bolts se sont finalement qualifiés pour les séries éliminatoires. Même si l'équipe a perdu lors du premier tour en six parties contre les Flyers de Philadelphie, cela demeure une saison magique pour les partisans du Lightning. Les 28 183 spectateurs présents au Thunderdome lors du match du 23 avril contre les Flyers représentent le record d'affluence pour une partie de la LNH, un record qui ne fut battu qu'en 2003 à Edmonton.
Le Lightning a réclamé le tireur d’élite Dino Ciccarelli des Red Wings de Détroit durant l’intersaison de 1996 et il n’a pas déçu, marquant 35 buts en 1996-1997, avec Chris Gratton marquant 30 buts de plus. L’équipe prit un bon départ dans leur nouvel aréna, le Ice Palace (aujourd'hui appelé Amalie Arena) et les espérances étaient bonnes pour une nouvelle qualification en séries éliminatoires. Malheureusement, les blessures frappèrent : Puppa subit des maux de dos qui l'empêchèrent de jouer plus de 50 parties entre 1996 et sa retraite en 2000. Bradley a également été blessé, jouant seulement 49 parties dans les trois saisons suivantes. Le centre John Cullen a développé un cancer qui a finalement pu être guéri. Décimé par ces blessures et ces maladies, le Lightning a manqué de peu les séries éliminatoires. Il faudra attendre sept saisons avant que le Lightning revienne en série.
La plupart des vedettes du Lightning des premières saisons ne sont plus là en 1999 en raison de l’autonomie et des échanges fait par Esposito. Le Lightning a passé la fin des années 1990 dans les dernières places de la LNH. Crisp a été renvoyé après onze parties en 1997-1998 et remplacé par Jacques Demers. Bien que Demers avait dirigé les Red Wings dans les années 1980 et mené les Canadiens de Montréal à une Coupe Stanley en 1993, il fut incapable d'améliorer le sort de l’équipe. Le Lightning a perdu 55 parties en 1997-1998, 54 en 1998-1999, 58 en 1999-2000 et 53 en 2000-2001, devenant la première équipe de la LNH à avoir quatre saisons consécutives de 50 défaites.
Un facteur majeur de leur déclin était Kokusai Green. Des rumeurs ont commencé à circuler dès la deuxième saison de l’équipe selon lesquelles le Lightning était au bord de la faillite et l’équipe faisait partie d’une organisation de blanchiment d’argent pur le crime organisé, les Yakuza. L’Internal Revenue Service a enquêté sur l’équipe en 1995. Même lors de sa première participation aux séries, l’équipe était en déficit et Kukusai Green voulait vendre. La plupart des échanges d’Esposito sont venus parce qu’il avait reçu l’ordre de couper dans le registre du personnel pour rendre l’équipe plus attractive sur le marché.
À partir de 1997-1998, Green a refusé de dépenser le moindre centime pour l’équipe. Il était en retard sur ses paiements des débiteurs ainsi que sur les impôts fédéraux pendant les derniers mois de sa possession. Dans la revue de 1997, Forbes magazine a déclaré que le Lightning était la pire franchise de tous les sports majeurs professionnels, avec une dette astronomique de 236% de sa valeur. Bien que le Ice Palace ait été construit pour le hockey et que le Lightning était le seul locataire majeur, Forbes a déclaré que l’équipe ne ferait pas de revenu pour les 30 prochaines années. Finalement, en 1998, après avoir perdu plus de 100 millions de dollars en six ans, Green a vendu l’équipe à l'homme d’affaires d’assurance Art Williams. Avec cet achat, Williams a acquis une situation financière difficile.
Williams en savait très peu sur le hockey, mais il a injecté tout de suite 6 millions de dollars supplémentaires dans la masse salariale de l’équipe pour revirer la situation. Il a assuré publiquement que les Esposito étaient sûrs, mais les a renvoyés après deux parties lors de la saison 1998-1999. Demers est devenu le directeur général de l’équipe de même que l’entraîneur. Williams a été considéré comme incompétent et était une cible facile pour ses collègues de la LNH, qui l’appelaient « Jed Clampbett » derrière son dos en raison de son accent du sud des États-Unis et de ses vues de chrétien fondamentaliste. À l'automne 1999, le Lightning a perdu 10 parties consécutives pour commencer une nouvelle saison sans séries. Plusieurs blâment Williams pour cette chute. Il a nommé le joueur de deuxième année Vincent Lecavalier capitaine, une promotion sans précédent pour un joueur à seulement sa deuxième saison dans la LNH.

### Retour à la respectabilité
Au printemps de 1999, Williams en avait assez vu. Il n’avait pas assisté à une partie depuis quelque temps parce que « cette équipe a brisé son cœur ». Il a perdu 20 millions de dollars lors de la saison 1998-1999, somme qu'il pensait dépenser en cinq ans.
Williams a vendu l’équipe pour 115 millions de dollars – 2 millions de moins qu’il avait payé pour l’équipe un an auparavant – à Bill Davidson, le propriétaire des Pistons de Détroit, qui avait possédé aussi les Vipers de Détroit de la Ligue internationale de hockey, aujourd'hui défunte. Davidson avait été un des candidats pour l’équipe en 1998, perdant face à Williams.
Davidson est resté à Détroit, mais Tom Wilson a été nommé président d’équipe pour en contrôler la direction au quotidien. Wilson a renvoyé tout de suite Demers, qui malgré ses meilleurs efforts et son attitude paternelle envers Vincent Lecavalier, était incapable de surmonter les dommages de la possession de Kokusai Green. Wilson a persuadé le directeur général des Sénateurs d'Ottawa Rick Dudley de reprendre le travail comme directeur général du Lightning. Dudley a emmené l’entraîneur des Vipers, Steve Ludzik, comme nouvel entraîneur. Dudley et Ludzik avaient aidé les Vipers à être une des meilleures franchises et avaient remporté la Coupe Turner à seulement leur troisième saison à Détroit.
Cependant, comme ça avait été le cas avec Demers, les dommages des dernières saisons sous Kokusai Green étaient trop importants pour que Ludzik les surmonte, même avec un échange de talent de Détroit à Tampa (un mouvement qui a finalement condamné les Vipers qui ont quitté la LIH en 2001). Il a été remplacé au début de l’année 2001 par l’assistant de carrière dans la LNH John Tortorella. La saison 2001-2002, la première complète de Tortorella, a vu quelques améliorations. Alors qu’il finissait loin derrière les séries éliminatoires, le Lightning a néanmoins montré quelques signes de vie, marquant plus de 60 points pour la première fois depuis 1997. Tortorella a retiré à Lecavalier le grade de capitaine en raison des difficultés de négociations qui avaient fait manquer le début de la saison 2001-2002 à Lecavalier.

### Deux saisons de rêve et la Coupe Stanley
Avec la saison 2002-2003, la jeune équipe du Lightning a dépassé les espérances. L'équipe comprend alors notamment le gardien Nikolaï Khabibouline et les joueurs Vincent Lecavalier, Martin Saint-Louis, Rouslan Fedotenko, Václav Prospal, Fredrik Modin et Brad Richards, sous la direction d’un nouveau capitaine, Dave Andreychuk. Toute la saison, le Lightning a lutté avec les Capitals de Washington pour la première place dans la division sud-est. Ils ont fini avec 93 points, dépassant la barre des 90 points pour la première fois de leur histoire. Ils ont gagné la division d'un point, ce qui leur donna l’avantage de la glace dans leur première série éliminatoire face aux Capitals de Washington.
Le Lightning a défait les Capitals dans une série de six parties et s'est qualifié pour les demi-finales de conférence pour la première fois dans l’histoire de l’équipe. Dans les quarts-de-finale, le Lightning a gagné seulement une partie, perdant face aux futurs champions de la Coupe Stanley, les Devils du New Jersey. Mais le retour de l’équipe en séries a plu aux partisans de hockey qui ont longtemps souffert à Tampa Bay.
La saison 2003-2004 a vu le Lightning dominer la conférence de l’est avec 106 points, deuxième dans la ligue derrière les Red Wings de Détroit, battant le record de la franchise de 93 points réussi la saison précédente.
Le Lightning a traversé remarquablement la saison avec très peu de blessures. Au cours de la première ronde des séries, le Lightning a éliminé Alekseï Iachine et ses Islanders de New York en cinq parties grâce au jeu solide du gardien de but Nikolaï Khabibouline.
Dans la deuxième ronde, le Lightning a fait face aux Canadiens de Montréal, menés par Saku Koivu. Lecavalier, Richards et Khabibouline ont mené l’équipe à une victoire sans faille en quatre parties. Ils ont ensuite rencontré Keith Primeau et les Flyers de Philadelphie en finale de conférence. Après une série de sept parties solidement disputées dans lesquelles aucune équipe n'a pu gagner deux matchs de suite, Fredrik Modin a inscrit le but gagnant de la septième et décisive partie, gagnant le championnat de la conférence de l’est et menant le Lightning à sa première finale de la Coupe Stanley.
L’adversaire de Tampa Bay dans la ronde finale était les Flames de Calgary, menés par Jarome Iginla. La ronde finale est allée aussi jusqu'à la septième partie, la partie décisive étant jouée au Forum le 7 juin 2004. Rouslan Fedotenko fut le héros de la septième partie, marquant cette fois les deux buts du Lightning dans la victoire de 2 à 1. Brad Richards, qui a récolté 26 points, a gagné le trophée Conn-Smythe; dans les 31 parties au cours desquelles Richards a marqué, le Lightning n’en a pas perdu une seule. Tortorella a gagné le trophée Jack-Adams qui récompense le meilleur entraîneur. Seulement trois années après avoir perdu 50 parties, l'équipe a remporté la Coupe Stanley. Martin Saint-Louis a mené l’équipe et la LNH avec 94 points (ses 38 buts le plaçant second au nombre de buts derrière les 41 buts du trio Jarome Iginla, Rick Nash et Ilia Kovaltchouk), et a gagné le trophée Hart de meilleur joueur de la ligue. Martin Saint-Louis a aussi gagné le trophée Lester-B.-Pearson remis au meilleur joueur de la ligue élu par l’Association des joueurs de la LNH et a terminé à égalité avec Marek Malik, des Canucks de Vancouver, pour le Trophée plus-moins de la LNH.
Le Lightning dut attendre une année pour défendre son titre en raison du lock-out de 2004-2005, mais en 2005-2006, il a fini la saison avec seulement 92 points, dernière équipe qualifiée pour les séries, et a perdu face aux Sénateurs d'Ottawa 4 parties à 1 en première ronde.

### Saison 2006-2007
Pendant la saison morte, le Lightning a échangé Fredrik Modin et Fredrik Norrena aux Blue Jackets de Columbus contre le gardien de but Marc Denis, pour remplacer John Grahame, qui avait servi de gardien de but au Lightning pour la majeure partie de la saison 2005-2006 et avait signé avec les Hurricanes de la Caroline. L’agent libre Johan Holmqvist obtiendra finalement la place de titulaire. La première moitié de la saison 2006-2007 a été houleuse pour le Lightning, maintenant une fiche de 18 victoires, 19 défaites et 2 défaites dans les prolongations dans les premiers mois. Janvier et février furent de meilleurs mois, avec 18 victoires pour 8 défaites, ce qui remit le Lightning dans la course pour les séries éliminatoires. Au mois de mars 2007, les 14 parties ont été partagées (7 victoires et 7 défaites) et le 16 mars, Vincent Lecavalier a battu le record de la franchise pour les points en saison, finissant avec 108 points (le record précédent étant de 94 points, établi par Martin Saint-Louis lors de la saison 2003-04). Lecavalier a également battu le record de franchise pour le nombre de buts en une saison, finissant avec 52 buts, à la première place de la ligue.
Pendant le mois de mars, le Lightning et les Thrashers d’Atlanta se sont échangé le premier rang de la division sud-est. Avec de la chance, ils auraient pu dépasser les Thrashers et devenir de nouveau les champions de la division pour la troisième fois de leur histoire, mais alors que le Lightning perd face aux Panthers de la Floride, les Thrashers battent les Hurricanes de la Caroline pour remporter le titre. Pour le Lightning, cela signifiait qu’il devait se contenter de la septième place dans la conférence de l’est avec une fiche de 43 victoires 33 défaites et 5 défaites en prolongation (93 points).
Le Lightning a été éliminé de la compétition des séries le 22 avril (4 partie à 2), après une défaite de 3 à 2 à domicile face aux Devils du New Jersey dans les quarts-de-finale de la Conférence de l’Est.

### Saison 2010-2011
Le 31 janvier 2011, le Lightning dévoile le logo qu'il utilise à partir de la saison 2011-2012.

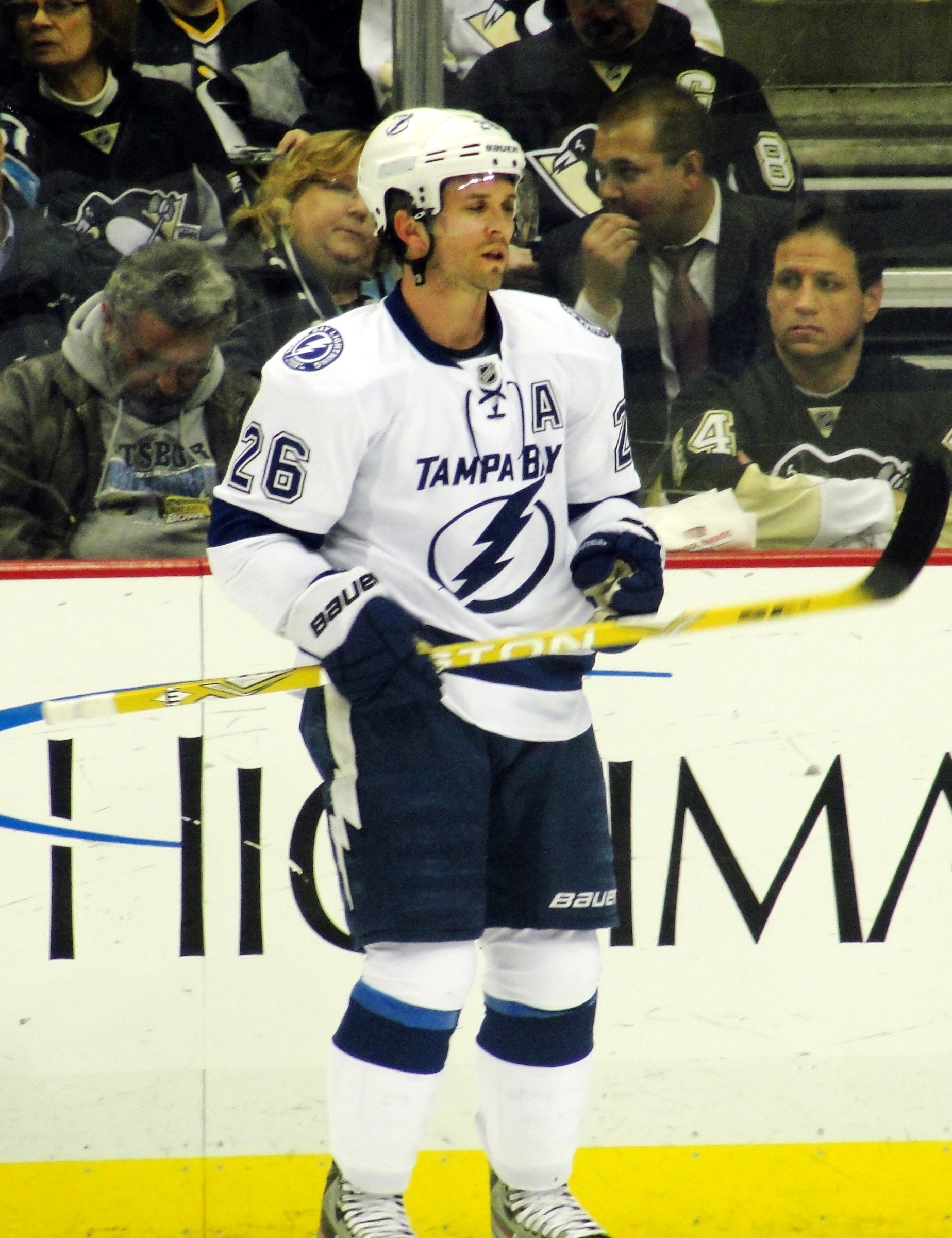
Martin St. Louis, le 12 février 2012, contre Pittsburgh.

## Identité de l'équipe

De 1992 à 2001.
De 2001 à 2007.
De 2007 à 2011.
Depuis 2011.

## Affiliations

### Affiliations principales
Les franchises de la Ligue nationale de hockey ayant un effectif limité par convention, elles sont « affiliées » chaque saison à une ou plusieurs équipes de ligues moins importantes. Ceci leur permet de recruter de jeunes joueurs lors des repêchages annuels, tout en leur permettant de continuer leur développement sans les faire démarrer trop tôt en ligue élite. De plus, ces équipes affiliées (aussi nommées clubs-écoles ou farm team en anglais) constituent une réserve de talents pour les franchises de la LNH, qui font appel à eux au gré des blessures ou méformes des joueurs de l'effectif de départ. À l'exception de quelques équipes propriétaires elles-mêmes de leur club-école, les affiliations sont conclues par une entente contractuelle et ne sont donc pas figées dans le temps. Depuis leurs débuts, le Lightning a été affilié aux équipes suivantes.
- de 1994 à 1996 : Knights d'Atlanta (LIH)
- de 1996 à 1998 : Red Wings de l'Adirondack (LAH))
- de 1998 à 1999 : Lumberjacks de Cleveland (LIH)
- de 1999 à 2001 : Vipers de Détroit (LIH)
- de 2001 à 2003 : Falcons de Springfield (LAH)
- de 2003 à 2004 : Bulldogs de Hamilton (LAH)
- de 2003 à 2004 : Bears de Hershey (LAH)
- de 2004 à 2007 : Falcons de Springfield (LAH)
- de 2007 à 2012 : Admirals de Norfolk (LAH)
- depuis 2012    :  Crunch de Syracuse (LAH)

### Affiliations secondaires
En plus de ces équipes, les franchises de la LNH possèdent une ou des affiliations dites « secondaires » avec des équipes évoluant dans des ligues mineures. Ces équipes sont généralement utilisées comme réserve pour les équipes précédentes, en cas d'absence de joueurs blessés ou partis évoluer avec une équipe de la LNH. Au cours de son histoire, le Lightning a eu les affiliations secondaires suivantes :
- de 1992 à 1993 : Icehawks de Louisville (ECHL)
- de 1993 à 1994 : Cherokees de Knoxville (ECHL)
- de 1994 à 1996 : Knights de Nashville (ECHL)
- de 1997 à 1999 : Icebreakers de Chesapeake (ECHL)
- de 1999 à 2000 : Storm de Toledo (ECHL)
- de 2000 à 2001 : Chiefs de Johnstown (ECHL)
- de 2001 à 2004 : Ice Pilots de Pensacola (ECHL)
- de 2004 à 2005 : Frostbite de l'Adirondack (UHL)
- de 2004 à 2007 : Chiefs de Johnstown (ECHL)
- de 2007 à 2008 : Sea Wolves du Mississippi (ECHL)
- de 2008 à 2010 : Lynx d'Augusta (ECHL)
- de 2010 à 2015 : Everblades de la Floride (ECHL)
- de 2013 à 2014 : Beast de Brampton (LCH)
- de 2016 à 2017 : Wings de Kalamazoo (ECHL)
- depuis 2017    :  Solar Bears d'Orlando (ECHL)

## Les joueurs

### Effectif actuel
| No    | Nom                      | Nat. | Position      | Arrivée                       | Salaire        |
| ----- | ------------------------ | ---- | ------------- | ----------------------------- | -------------- |
| +001, | Brian Elliott            |      | Gardien       | 2021 - Agent libre            | +00900 000, $  |
| +088, | Andreï Vassilevski       |      | Gardien       | 2012 - Repêchage              | +09 500 000, $ |
| +005, | Philippe Myers           |      | Défenseur     | 2022 - Predators de Nashville | +02 550 000, $ |
| +007, | Haydn Fleury             |      | Défenseur     | 2022 - Agent libre            | +00762 500, $  |
| +024, | Zach Bogosian            |      | Défenseur     | 2021 - Agent libre            | +00850 000, $  |
| +028, | Ian Cole                 |      | Défenseur     | 2022 - Agent libre            | +03 000 000, $ |
| +048, | Nicklaus Perbix          |      | Défenseur     | 2017 - Repêchage              | +00842 500, $  |
| +052, | Callan Foote             |      | Défenseur     | 2017 - Repêchage              | +00850 000, $  |
| +077, | Victor Hedman – A        |      | Défenseur     | 2009 - Repêchage              | +07 875 000, $ |
| +081, | Erik Černák              |      | Défenseur     | 2017 - Kings de Los Angeles   | +02 950 000, $ |
| +098, | Mikhaïl Sergatchiov      |      | Défenseur     | 2017 - Canadiens de Montréal  | +04 800 000, $ |
| +010, | Corey Perry              |      | Ailier droit  | 2021 - Canadiens de Montréal  | +01 000 000, $ |
| +014, | Patrick Maroon           |      | Ailier gauche | 2019 - Agent libre            | +01 000 000, $ |
| +017, | Alex Killorn             |      | Ailier gauche | 2007 - Repêchage              | +04 450 000, $ |
| +020, | Nick Paul                |      | Ailier gauche | 2022 - Sénateurs d'Ottawa     | +03 150 000, $ |
| +021, | Brayden Point            |      | Centre        | 2014 - Repêchage              | +09 500 000, $ |
| +022, | Rudolfs Balcers          |      | Ailier gauche | 2022 - Ballottage             | +00750 000, $  |
| +038, | Brandon Hagel            |      | Ailier gauche | 2022 - Blackhawks de Chicago  | +01 500 000, $ |
| +041, | Pierre-Édouard Bellemare |      | Ailier gauche | 2021 - Agent libre            | +01 000 000, $ |
| +045, | Cole Koepke              |      | Ailier gauche | 2018 - Repêchage              | +00842 500, $  |
| +071, | Anthony Cirelli          |      | Centre        | 2015 - Repêchage              | +04 800 000, $ |
| +079, | Ross Colton              |      | Centre        | 2016 - Repêchage              | +01 125 000, $ |
| +086, | Nikita Koutcherov        |      | Ailier droit  | 2011 - Repêchage              | +09 500 000, $ |
| +090, | Vladislav Namestnikov    |      | Centre        | 2022 - Agent libre            | +02 500 000, $ |
| +091, | Steven Stamkos – C       |      | Centre        | 2008 - Repêchage              | +08 500 000, $ |

### Capitaines
Voici la liste des capitaines du Lightning de Tampa Bay
| Numéro Période | Nom du (ou des) joueur(s) |
| -------------- | ------------------------- |
| 1992-1995      | Aucun capitaine           |
| 1995-1997      | Paul Ysebaert             |
| 1997-1998      | Mikael Renberg            |
| 1998-1999      | Rob Zamuner               |
| 1999           | Bill Houlder              |
| 1999-2000      | Chris Gratton             |
| 2000-2001      | Vincent Lecavalier        |
| 2001-2002      | Aucun capitaine           |
| 2002-2006      | Dave Andreychuk           |
| 2006-2008      | Tim Taylor                |
| 2008-2013      | Vincent Lecavalier        |
| 2013-2014      | Martin Saint-Louis        |
| 2014-2024      | Steven Stamkos            |

### Au temple de la renommée
- Denis Savard
- Dave Andreychuk
- Mark Recchi
- Martin St-Louis

### Numéros retirés
À l'heure actuelle, deux anciens joueurs du Lightning ont vu leur numéro retiré.
| No  | Joueur             | Position     | Carrière  | Date du retrait |
| --- | ------------------ | ------------ | --------- | --------------- |
| 4   | Vincent Lecavalier | Centre       | 1998-2016 | 10 février 2018 |
| 26  | Martin St-Louis    | Ailier droit | 1997-2015 | 13 janvier 2017 |
| 99* | Wayne Gretzky      | Centre       | 1978-1999 | 6 février 2000  |

* Numéro retiré pour toutes les équipes par la LNH lors du 50e Match des étoiles.

### Choix du premier tour
Chaque année et depuis 1963, les joueurs des ligues juniors ont la possibilité de signer des contrats avec les franchises de la LNH. Cette section présente les joueurs qui ont eu la chance d'être choisis par le Lightning lors du premier tour. Ces choix peuvent être échangé et ainsi, une année les équipes peuvent très bien ne pas avoir eu de choix du premier tour.
| Année | Nom du joueur                      | Rang    | Équipe mineure (ligue)                                   |
| ----- | ---------------------------------- | ------- | -------------------------------------------------------- |
| 1992  | Roman Hamrlík                      | 1er     | HC Zlín (Extraliga)                                      |
| 1993  | Chris Gratton                      | 3e      | Frontenacs de Kingston (LHO)                             |
| 1994  | Jason Wiemer                       | 8e      | Winterhawks de Portland (LHOu)                           |
| 1995  | Daymond Langkow                    | 5e      | Americans de Tri-City (LHOu)                             |
| 1996  | Mario Larocque                     | 16e     | Olympiques de Hull (LHJMQ)                               |
| 1997  | Paul Mara                          | 7e      | Wolves de Sudbury (LHO)                                  |
| 1998  | Vincent Lecavalier                 | 1er     | Océanic de Rimouski (LHJMQ)                              |
| 1999  | Aucun                              | Aucun   | Aucun                                                    |
| 2000  | Nikita Alekseïev                   | 8e      | Otters d'Érié (LHO)                                      |
| 2001  | Aleksandr Svitov                   | 3e      | Avangard Omsk (Superliga)                                |
| 2002  | Aucun                              | Aucun   | Aucun                                                    |
| 2003  | Aucun                              | Aucun   | Aucun                                                    |
| 2004  | Andy Rogers                        | 30e     | Hitmen de Calgary (LHOu)                                 |
| 2005  | Vladimír Mihálik                   | 30e     | PHK Prešov (Slovakia 2)                                  |
| 2006  | Riku Helenius                      | 15e     | Ilves Tampere (SM-liiga)                                 |
| 2007  | Aucun                              | Aucun   | Aucun                                                    |
| 2008  | Steven Stamkos                     | 1er     | Sting de Sarnia (LHO)                                    |
| 2009  | Victor Hedman Carter Ashton        | 2e 29e  | MODO Hockey (Elitserien) Hurricanes de Lethbridge (LHOu) |
| 2010  | Brett Connolly                     | 6e      | Cougars de Prince George (LHOu)                          |
| 2011  | Vladislav Namestnikov              | 27e     | Knights de London (LHO)                                  |
| 2012  | Slater Koekkoek Andreï Vassilevski | 10e 19e | Petes de Peterborough (LHO) Tolpar Oufa (MHL)            |
| 2013  | Jonathan Drouin                    | 3e      | Mooseheads d'Halifax (LHJMQ)                             |
| 2014  | Anthony DeAngelo                   | 19e     | Sting de Sarnia (LHO)                                    |
| 2015  | Aucun                              | Aucun   | Aucun                                                    |
| 2016  | Brett Howden                       | 27e     | Warriors de Moose Jaw (LHOu)                             |
| 2017  | Callan Foote                       | 14e     | Rockets de Kelowna (LHOu)                                |
| 2018  | Aucun                              | Aucun   | Aucun                                                    |
| 2019  | Nolan Foote                        | 27e     | Rockets de Kelowna (LHOu)                                |
| 2020  | Aucun                              | Aucun   | Aucun                                                    |
| 2021  | Aucun                              | Aucun   | Aucun                                                    |
| 2022  | Isaac Howard                       | 31e     | USNTDP U18 (USHL)                                        |

### Meilleurs marqueurs
Les 10 meilleurs pointeurs de l'histoire de la franchise. Statistique en date du 14 janvier 2017.
| Joueur             | Poste | PJ   | B   | A   | Pts | P/PJ |
| ------------------ | ----- | ---- | --- | --- | --- | ---- |
| Martin Saint-Louis | AD    | 972  | 365 | 588 | 953 | 0,98 |
| Vincent Lecavalier | C     | 1037 | 383 | 491 | 874 | 0,84 |
| Steven Stamkos     | C     | 586  | 321 | 261 | 582 | 0,99 |
| Brad Richards      | C     | 552  | 150 | 339 | 489 | 0,89 |
| Václav Prospal     | C     | 468  | 127 | 244 | 371 | 0,79 |
| Brian Bradley      | C     | 328  | 111 | 189 | 300 | 0,91 |
| Fredrik Modin      | AG    | 445  | 145 | 141 | 286 | 0,64 |
| Victor Hedman      | D     | 513  | 56  | 211 | 267 | 0,52 |
| Chris Gratton      | C     | 482  | 98  | 161 | 259 | 0,54 |
| Dan Boyle          | D     | 394  | 98  | 187 | 253 | 0,58 |

## Dirigeants

### Entraîneurs-chefs
| No | Nom                 | Engagement       | Départ           | Saison régulière | Saison régulière | Saison régulière | Saison régulière | Saison régulière | Saison régulière | Saison régulière | Séries éliminatoires | Séries éliminatoires | Séries éliminatoires | Séries éliminatoires | Remarques                                                                                   |
| No | Nom                 | Engagement       | Départ           | PJ               | V                | D                | N                | DP               | P                | % V              | PJ                   | V                    | D                    | % V                  | Remarques                                                                                   |
| -- | ------------------- | ---------------- | ---------------- | ---------------- | ---------------- | ---------------- | ---------------- | ---------------- | ---------------- | ---------------- | -------------------- | -------------------- | -------------------- | -------------------- | ------------------------------------------------------------------------------------------- |
| 1  | Terrance Crisp (en) | 23 avril 1992    | 26 octobre 1997  | 391              | 142              | 204              | 45               | -                | 329              | 42,1             | 6                    | 2                    | 4                    | 33,3                 |                                                                                             |
| 2  | Jacques Demers      | 12 novembre 1997 | 14 juillet 1999  | 147              | 34               | 96               | 17               | -                | 85               | 28,9             | -                    | -                    | -                    | -                    |                                                                                             |
| 3  | Stephen Ludzik (en) | 14 juillet 1999  | 6 janvier 2001   | 121              | 31               | 67               | 14               | 9                | 85               | 35,1             | -                    | -                    | -                    | -                    |                                                                                             |
| 4  | John Tortorella     | 6 janvier 2001   | 3 juin 2008      | 535              | 239              | 222              | 36               | 38               | 552              | 51,6             | 45                   | 24                   | 21                   | 53,3                 | Trophée Jack-Adams en 2003-2004 Coupe Stanley 2004                                          |
| 5  | Barry Melrose (en)  | 24 juin 2008     | 14 novembre 2008 | 16               | 5                | 7                | -                | 4                | 14               | 43,8             | -                    | -                    | -                    | -                    |                                                                                             |
| 6  | Richard Tocchet     | 16 novembre 2008 | 12 avril 2010    | 148              | 53               | 69               | -                | 26               | 132              | 44,6             | -                    | -                    | -                    | -                    |                                                                                             |
| 7  | Guy Boucher         | 10 juin 2010     | 24 mars 2013     | 196              | 97               | 79               | -                | 20               | 214              | 54,6             | 18                   | 11                   | 7                    | 61,1                 |                                                                                             |
| 8  | Jon Cooper          | 25 mars 2013     |                  |                  |                  |                  |                  |                  |                  |                  |                      |                      |                      |                      | Finale de la Coupe Stanley 2015 Coupes Stanley 2020 et 2021 Finale de la Coupe Stanley 2022 |

### Directeurs généraux
| No | Nom                         | Engagement        | Départ            | Remarques                                                                |
| -- | --------------------------- | ----------------- | ----------------- | ------------------------------------------------------------------------ |
| 1  | Philip Esposito             | 4 avril 1991      | 13 octobre 1998   |                                                                          |
| 2  | Jacques Demers              | 13 octobre 1998   | 14 juillet 1999   |                                                                          |
| 3  | Richard Dudley              | 14 juillet 1999   | 10 février 2002   |                                                                          |
| 4  | Jay Feaster                 | 10 février 2002   | 11 juillet 2008   | Coupe Stanley 2004                                                       |
| 5  | Brian Lawton                | 22 octobre 2008   | 12 avril 2010     |                                                                          |
| -  | Thomas Kurvers (ad interim) | 12 avril 2010     | 25 mai 2010       |                                                                          |
| 6  | Stephen Yzerman             | 25 mai 2010       | 11 septembre 2018 | Directeur général de la saison 2014-2015 Finale de la Coupe Stanley 2015 |
| 7  | Julien BriseBois            | 11 septembre 2018 |                   | Coupes Stanley 2020 et 2021 Finale de la Coupe Stanley 2022              |

## Trophées

### Collectifs
- Trophée des présidents (1)
  - 2018-2019
- Coupe Stanley (3)
  - 2003-2004
  - 2019-2020
  - 2020-2021
- Trophée Prince de Galles (5)
  - 2003-2004
  - 2014-2015
  - 2019-2020
  - 2020-2021
  - 2021-2022

### Individuels
- Trophée Art-Ross (3)
  - Martin St-Louis, 2003-2004
  - Martin St-Louis, 2012-2013
  - Nikita Koutcherov, 2018-2019
- Trophée Bill-Masterton (1)
  - John Cullen, 1998-1999
- Trophée Conn-Smythe (3)
  - Bradley Richards, 2003-2004
  - Victor Hedman, 2019-2020
  - Andreï Vassilevski, 2020-2021
- Trophée Ted-Lindsay (1)
  - Martin St-Louis, 2003-2004
- Trophée Hart (2)
  - Martin St-Louis, 2003-2004
  - Nikita Koutcherov, 2018-2019
- Trophée Jack-Adams (1)
  - John Tortorella, 2003-2004
- Trophée Lady Byng (4)
  - Bradley Richards, 2003-2004
  - Martin St-Louis, 2009-2010
  - Martin St-Louis, 2010-2011
  - Martin St-Louis, 2012-2013
- Trophée plus/moins (1)
  - Martin St-Louis, 2003-2004 (à égalité avec Marek Malík des Canucks de Vancouver)
- Trophée Maurice-Richard (2)
  - Vincent Lecavalier, 2006-2007
  - Steven Stamkos, 2009-2010 (à égalité avec Sidney Crosby des Penguins de Pittsburgh)

## Record de la franchise

### Individuel
- Plus de buts en une saison : Steven Stamkos, 60 buts (2011-2012)
- Plus de passes en une saison : Nikita Koutcherov, 87 passes (2018-2019)
- Plus de points en une saison : Nikita Koutcherov, 128 points (2018-2019)
- Plus de minutes de pénalité en une saison : Zenon Konopka, 265 minutes (2009-2010)
- Plus de points en une saison, défenseur : Victor Hedman, 72 points (2016-2017)
- Plus de points en une saison, recrue : Yanni Gourde, 64 points (2017-2018)
- Plus de buts en une saison, recrue : Yanni Gourde, 25 buts (2017-2018)
- Plus de victoires en une saison : Andreï Vassilevski, 44 victoires (2017-2018)
- Plus de blanchissages en une saison : Andreï Vassilevski, 8 blanchissages (2017-2018)